# Triers Garten

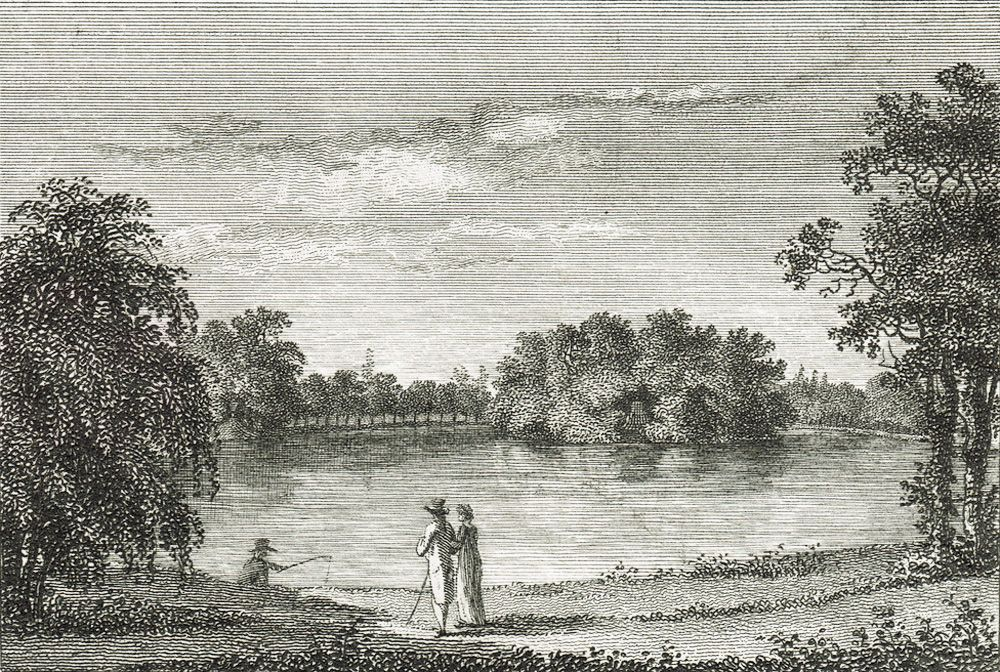
Die Insel im Teich von Triers Garten um 1800, Kupferstich von Johann Adolph Darnstedt

Triers Garten war im 18. Jahrhundert eine Leipziger Gartenanlage südwestlich der Stadt. Im 19. Jahrhundert war für 70 Jahre hier der Botanische Garten der Universität, bevor das Gelände im Zuge der Errichtung des Musikviertels im letzten Viertel des Jahrhunderts überbaut wurde.

## Geschichte
1747 wurde der Garten erstmals im Leipziger Adressbuch als dem Hofrat Trier gehörend beschrieben. Auf einem Stadtplan von 1749 ist er unter Hofrat Trier eingetragen. Bei Hofrat Trier handelt es sich um den aus Dresden stammenden kursächsischen Juristen und späteren Bürgermeister der Stadt Leipzig Carl Friedrich Trier (1690–1763). Die Anlage und Gestaltung des Gartens ist für die zweite Hälfte der 1740er Jahre im Auftrage Triers anzunehmen. Obwohl die Namen späterer Gärtner bekannt sind, bleibt die Identität des Erstgestalters unbekannt.
1750 heiratete der Neffe von Carl Friedrich Trier, der frisch promovierte Doktor der Rechte und mit Namen ebenfalls Carl Friedrich Trier (1726–1794) dessen Tochter Caroline Friderike (1725–1771). Nach dem Tod des Gartengründers 1763 wurde das Ehepaar Besitzer von Triers Garten. Nach dem Tod der Caroline Friderike heiratete Trier die Freundin seiner ersten Frau, Rahel Amalia Augusta, geborene Beyer (1731–1806), die nach Triers Tod 1794 nun alleinige Besitzerin des Gartens wurde, da beide Ehen kinderlos geblieben waren.

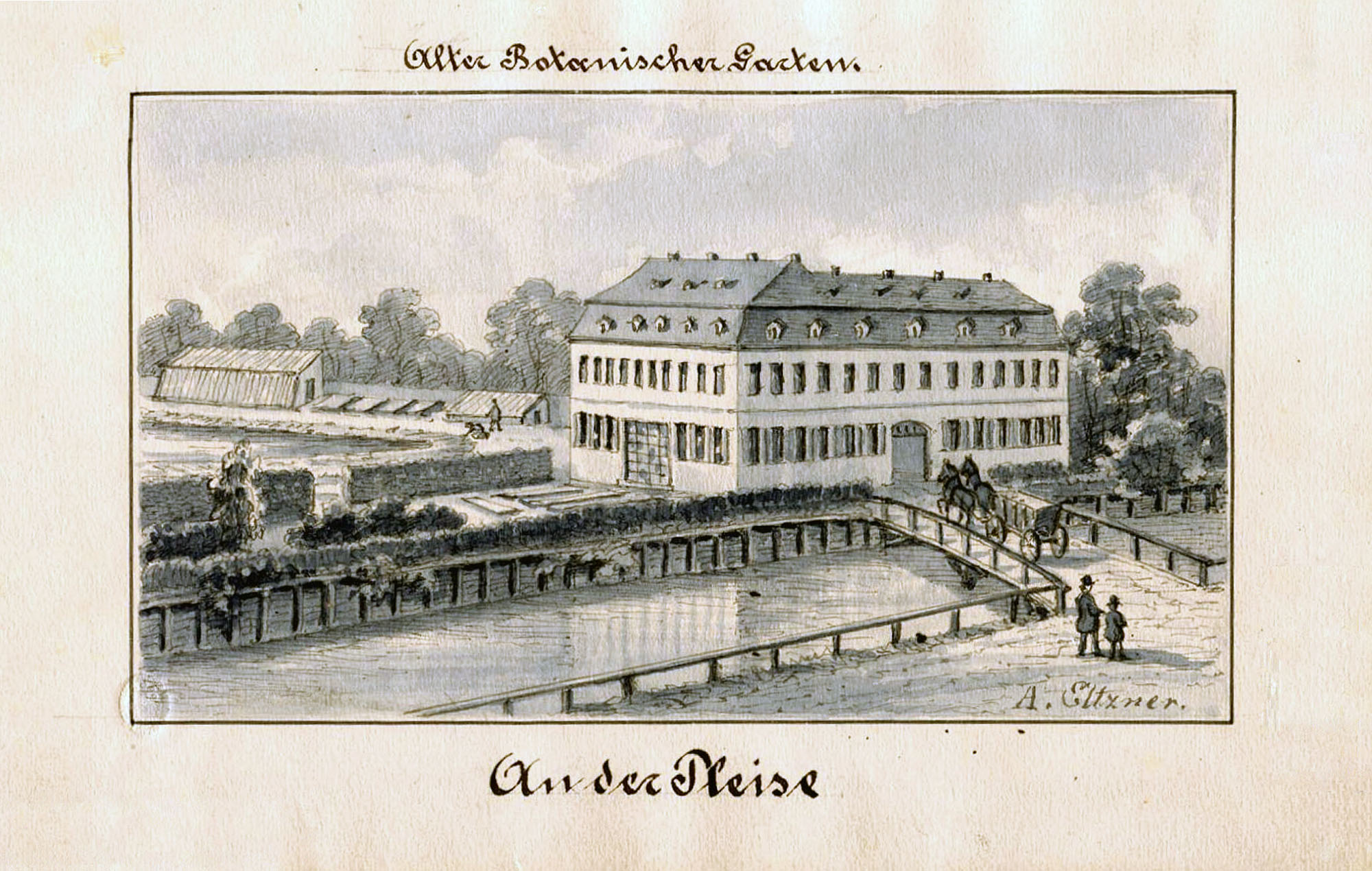
Gebäude des Trierschen Instituts im ehemaligen Trierschen Garten

Basierend auf einer gemeinsamen Vereinbarung mit ihrem Ehemann vermachte Rahel Amalia Augusta Trier nach ihrem Ableben Triers Garten mit dem darauf befindlichen Gebäude der Universität Leipzig, wofür diese dort im Gegenzug eine Hebammenschule (Triersches Institut) einzurichten hatte, aus der sich das gynäkologische Institut des Universitätsklinikums entwickelte. Ein kleiner Teil des Trierschen Gartens diente als Nutzgarten der Versorgung des Trierschen Instituts, das allerdings schon 1828 zum Grimmaischen Steinweg verlegt wurde, der größere Teil wurde Botanischer Garten der Universität.
Die Leitung der Gestaltung des neuen Standorts des Botanischen Gartens übernahm der Botaniker Christian Friedrich Schwägrichen (1775–1853), der bis 1837 der Direktor der Einrichtung war und in dieser Funktion von Gustav Kunze (1793–1851) abgelöst wurde. 1876/1877 zog der Botanische Garten auf sein heutiges Gelände in der Linnéstraße um. Auf dem Gelände des ehemaligen Trierschen Gartens entstanden in den darauffolgenden zehn Jahren das Gebäude des Reichsgerichts, die Universitätsbibliothek, die Königliche Kunstakademie und das Königliche Konservatorium der Musik.

## Lage und Gestalt

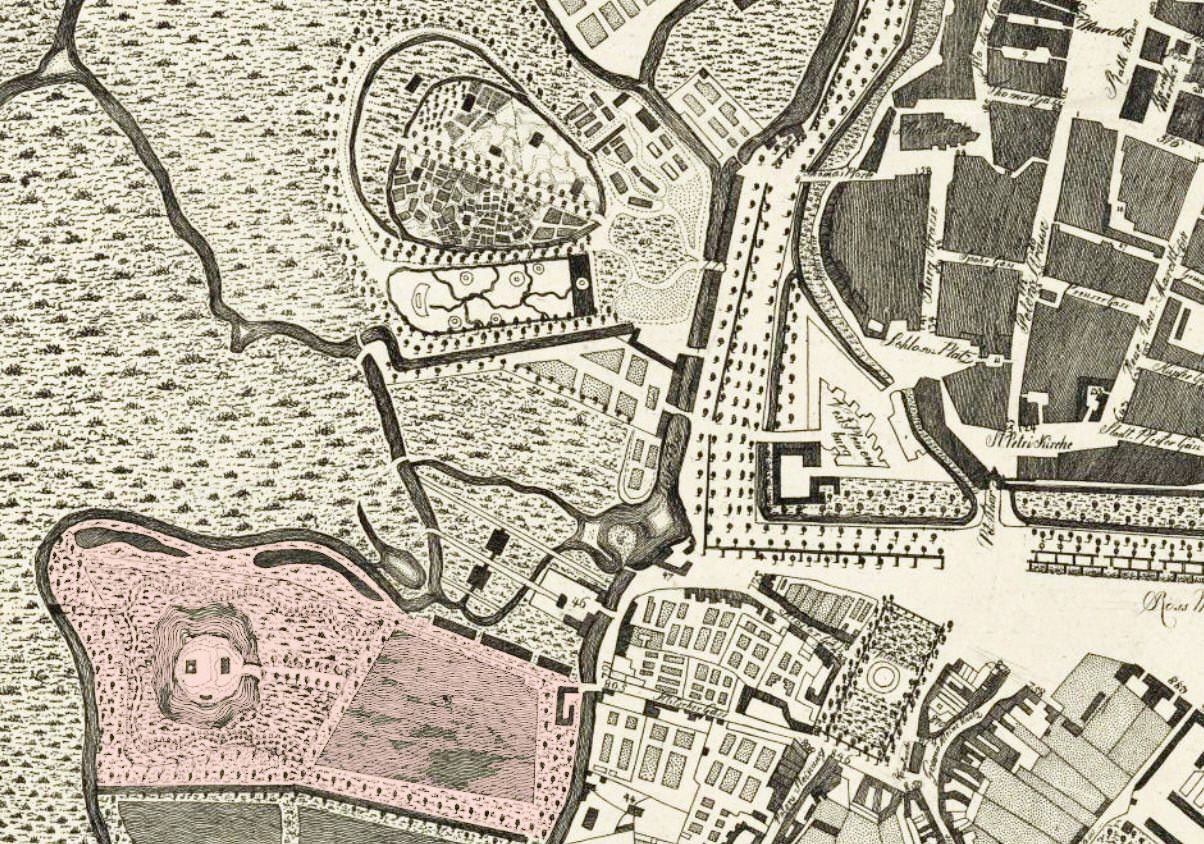
Lage des Gartens

Triers Garten grenzte an das westliche Ufer des Pleißemühlgrabens (damals Pleiße genannt). Im Westen und Norden umfloss ihn die sogenannte Alte Pleiße. Nach Norden grenzte er an Schwägrichens Garten, und im Süden folgte das Schimmelsche Gut mit seinen Teichen und der Insel Buen Retiro auf dem südlichsten von ihnen.

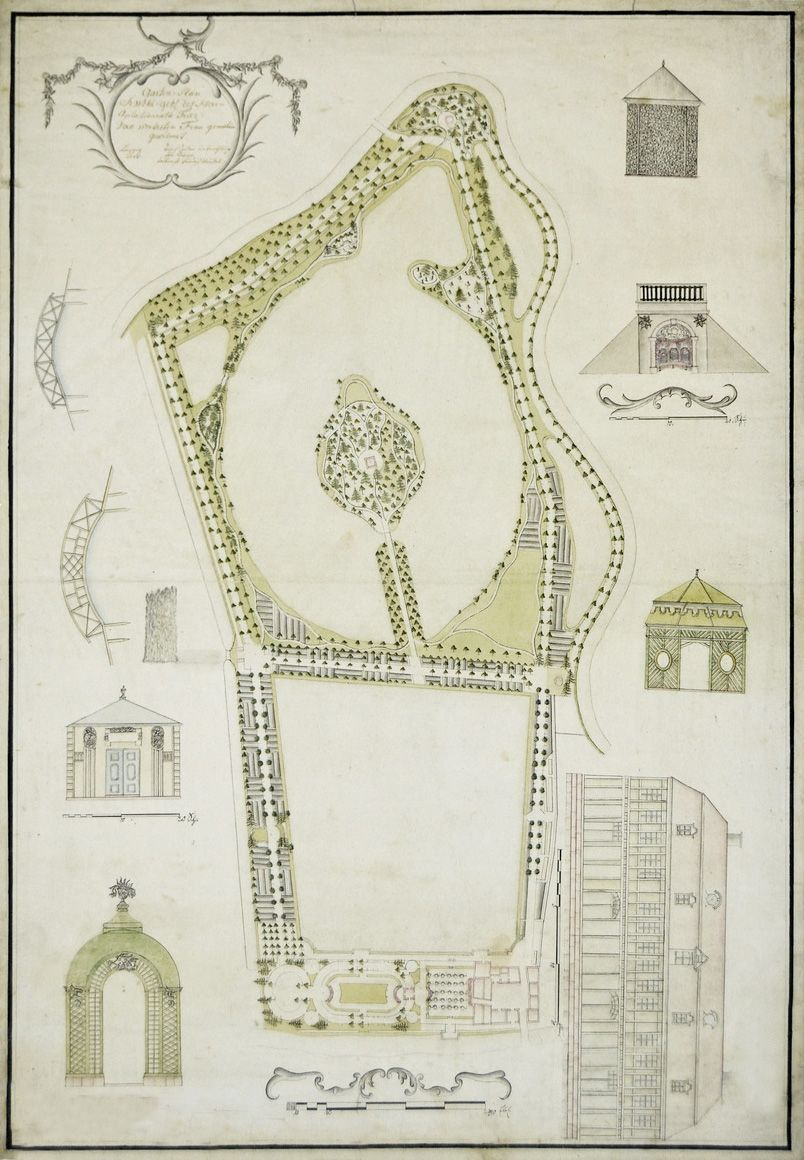
Gartenplan von 1786

Der Zugang zum Garten führte über eine Brücke über den Pleißemühlgraben, die dem westlichen Ende des Klitschergässchens gegenüberlag (ab 1839 Pleißengasse, dann Wächterstraße, heute Dimitroffstraße). Durch den Hof eines zweigeschossigen Wirtschaftsgebäudes wurde zunächst der kleinere, etwas höher gelegene Teil des Gartens erreicht. Dieser war regelmäßig gestaltet und enthielt unter anderem Blumenbeete und einen Orangerieplatz.

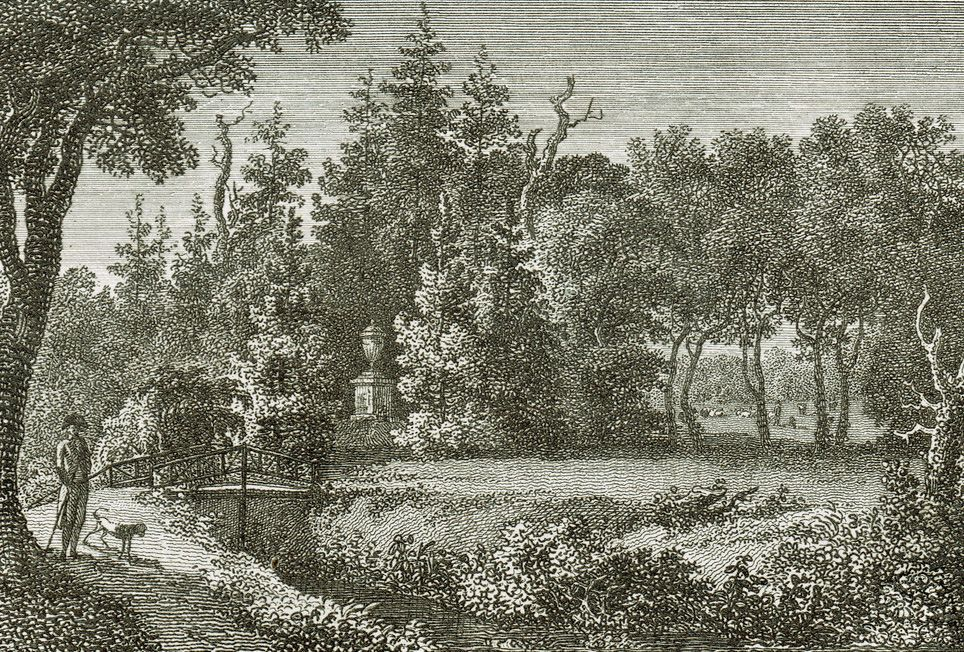
Das Denkmal auf der Insel

Der etwas tiefer liegende und wesentlich größere westliche Teil hatte den Charakter eines Landschaftsgartens und wurde von zwei großen Teichen dominiert. Diese waren, wie die anderen in diesem Gebiet, durch den Lehmabbau für die Ziegelei des ehemaligen Georgenklosters entstanden und deshalb oft von strenger geometrischer Form. Die beiden Teiche waren durch Obstbaumalleen eingefasst. Lauben, mehrere Brücken und eine steinerne Grotte waren Gestaltungselemente des Gartens. Im hinteren Teich war eine Insel, die über eine Landzunge und eine Brücke zu erreichen war. Hier stand ein Denkmal, damals Monument genannt, das an die Freundschaft und Liebe des Gartenbesitzers und seiner beiden Frauen erinnerte. Das Trier-Denkmal ist erhalten und steht im Garten der ehemaligen Frauenklinik in der Philipp-Rosenthal-Straße.
Der Garten hatte auch wirtschaftliche Bedeutung. Es ist der Verkauf von Gemüse und Obst sowie von Fischen belegt, dessen Ertrag  zum Unterhalt des Gartens verwendet wurde.